# Emanuel Schmidt
Emanuel Schmidt, född 28 april 1868 i Hudiksvall, död 19 mars 1921 i Saint Paul, Minnesota, var en svensk-amerikansk redaktör och skolledare. 
Schmidt reste 1886 till USA och blev efter studier vid olika universitet filosofie doktor vid University of Chicago 1902. Han var 1902–1904 redaktör för månadsskriften Hemmets vän. Åren 1905–1915 var han president (rektor) för svensk-amerikanska läroverket Adelphia College i Seattle. 
Schmidt utgav bland annat Solomos Temple in the Light of Other Oriental Temples (1902), Svenska baptister på 1700-talet (1904) samt en svensk översättning av Henry Wadsworth Longfellows poem "Hiawatha" (1913).